# ファンタズマ〜呪いの館〜
『ファンタズマ〜呪いの館〜』（ファンタズマ のろいのやかた）は、2004年7月4日から同年9月26日までテレビ東京で放送されていた特撮テレビドラマである。東宝とテレビ東京の共同製作。全12話。放送時間は毎週日曜 25:00 - 25:30 （日本標準時）。

## 概要
鏡・人形・浴衣・薔薇・ワイングラス・額縁。六つのアンティークが見えない恐怖と凄惨な死をもたらすホラードラマ。

## スタッフ
- 企画：井澤昌平（テレビ東京）、藤原正道（東宝）
- 企画監修：岩井志麻子
- 脚本：長津晴子、新田隆男、千葉雅子
- 音楽：小西香葉
- 主題歌：「無上の流れ」 sui（トライエム）
- エンディングテーマ：「やがて」 ナスカ
- 撮影：武山智則
- プロデューサー：山鹿達也（テレビ東京）、佐藤毅（東宝）
- 製作：テレビ東京、東宝株式会社

## キャスト・監督

### 全エピソード出演
- 早坂真実 - 伊藤裕子
- 内藤勇志 - 篠井英介
- 恩田沙織 - 田中明

### EPISODE1
- 監督：パパイヤ鈴木
- 森田亜矢 - 上野なつひ
- 坂田哲也 -江畑浩規
- 倉本可奈 - あすか
- 中嶋朋美 - 岡田薫
- 木下賢 - 渡辺琢磨
- 安藤隆 - 山本一輝
- 先生 - 石塚英彦（友情出演）

### EPISODE2
- 監督：千葉雅子
- 中嶋未来 - 赤坂七恵
- 水沢祥子 - 江口のりこ
- 北原慎二 - 政岡泰志
- 松田勇輝 - 永山たかし
- 彩華 - 鳥井綾乃
- 浜田 - 宍戸美和公
- 水沢和子（祥子の母） - 曽川留三子
- マスター - 中村まこと
- おじさん - 森田ガンツ
- 劇団長 - 千葉雅子
- 喫茶店の店員 - 中村かすみ
- 主婦 - 三好和代
- 若い娘 - 木越舞
- 結衣 - 小泉奈々

### EPISODE3
- 監督：及川奈央
- 工藤理沙 - 吉井怜
- 河井翔太 - 安居剣一郎
- 林あさみ - 不二子
- 古着屋のおばあさん - 磯村千花子
- - 及川奈央
- 星野隆 - 五十嵐康陽（-EPISODE6）
- 近所のおばちゃん - 岩井志麻子（特別出演）

### EPISODE4
- 監督：恵俊彰
- 浅倉裕香 - 加賀美早紀
- 平田ありさ - 山本彩乃
- 根本奈津美 - 大西麻恵
- 山根晃子 - 三国由奈
- 田村秀夫 - 加藤晴彦(友情出演)
- カップル男 - 山本勲
- カップル女 - 神楽坂恵
- ありさの父 - 新田三士郎

### EPISODE5
- 監督：伊原剛志
- 井上梨花 - 森下千里
- 栗原博之 - 松永博史
- 栗原智子 - 高樹マリア
- 山崎みどり - 石堂夏央
- 本田義信 - 勇太
- みどりの母 - 溝上真紀子
- 宮川徹 - 石沢徹（-EPISODE6）

### EPISODE6
- 監督：津田寛治
- 恩田美津子 - 江口ナオ
- 中島和夫 - 田嶋基吉
- 鑑識員・津山 - 須賀貴匡
- 早坂亮一- 斎藤歩

## 放送リスト
1. EPISODE1 午前二時のチアガール・前篇（2004年7月4日 25:00 - 25:30）
2. EPISODE1 午前二時のチアガール・後篇（7月18日 25:00 - 25:30）
3. EPISODE2 いつも一緒・前篇（7月25日 25:00 - 25:30）
4. EPISODE2 いつも一緒・後篇（8月1日 25:00 - 25:30）
5. EPISODE3 ひと夏の拘束・前篇（8月15日 25:30 - 26:00）
6. EPISODE3 ひと夏の拘束・後篇（8月22日 25:00 - 25:30）
7. EPISODE4 花言葉は嫉妬・前篇（8月29日 25:45 - 26:15）
8. EPISODE4 花言葉は嫉妬・後篇（9月5日 25:00 - 25:30）
9. EPISODE5 別れのワイングラス・前篇（9月12日 25:00 - 25:30）
10. EPISODE5 別れのワイングラス・後篇（9月19日 25:00 - 25:30）
11. EPISODE6 最後の呪い・前後篇（9月26日 25:00 - 26:00）